# Portrait (Gwen Guthrie-album)
A Portrait című stúdióalbum az amerikai Gwen Guthrie 2. albuma, mely 1983-ban jelent meg. Az albumról két kislemez jelent meg 1983-ban, a Peanut Butter és a Hopscotch című dalok, majd 1985-ben a Padlock, 1988-ban a Family Affair című dal került kislemezen kiadásra. Az album csupán az Új-Zélandi albumlistára került fel, ahol 42. helyen végzett.
Az album CD változata 2008-ban jelent meg 3 bónusz dallal.

## Megjelenések
LP  Island Records – 25S-191
- A1	Peanut Butter 5:01 Written-By – S. Dunbar

- A2	Seventh Heaven 4:18 Written-By – T. Smith

- A3	You're The One 4:42 Written-By – S. Stanley
- A4	Family Affair 4:40 Written-By – S. Stone, S. Stewart
- B1	Hopscotch 5:18 Written-By – R. Shakespeare
- B2	Younger Than Me 4:38 Written-By – G. Guthrie*, L. Addison
- B3	Padlock 4:51 Written-By – T. Smith
- B4	Oh What A Life 4:46 Written-By – G. Guthrie, P. Grant

## Közreműködő előadók
- Borítóterv, design – Bob Defrin
- Basszusgitár – Robbie Shakespeare
- Koordinátor – Denise Mills
- Dobok – Sly Dunbar
- Hangmérnök [Asszisztens] – Benji Armbrister, Michael Christopher
- Hangmérnök [Háttérvokál] – Steven Stanley (dalok: A2, A3, B4)
- Felvételvezető – Michael Brauer (dalok: A1 to A3, B1 to B4)
- Gitár, Ritmikus gitár, Szintetizátor – Billy "Spaceman" Patterson, Darryl Thompson
- Ének, háttérének – Gwen Guthrie
- Mix – Michael Brauer, Sly Dunbar & Robbie Shakespeare
- Fényképezte – David Kennedy
- Akusztikus zongora, elektronikus zongora – Harry Whitaker
- Producer – Sly Dunbar & Robbie Shakespeare*
- Producer [Associate] – Michael H. Brauer
- Szintetizátor – Wally Badarou

## Slágerlista
| 1983 | Portrait | - | - | 42 |